# Irina Sanda Cajal-Marin
Irina Sanda Cajal-Marin (n. 16 aprilie 1945, București) este un critic de artă român de origine evreiască. Este fiica academicianului Nicolae Cajal, personalitate prestigioasă a virusologiei mondiale, una dintre cele mai reprezentative figuri ale comunității evreiești din România.

## Biografie
În 1962 a absolvit Facultatea de Filologie a Universității din București și în 1968, Facultatea de Arte Plastice din București. A susținut doctoratul în etnografie și antropologie la Strasbourg.
A fost între 1972 și 1986,  cercetător științific la Institutul de Istoria Artei al Academiei Române și la Institutul de Cercetări Etnologice și Dialectologice din București. În perioada 1986 - 1987, a fost asistent universitar la Catedra de Etnografie și Costume de la Boston University (S.U.A.).
Din 2010 este subsecretar de stat în Guvernul României la Ministerul Culturii.

## Lucrări publicate
- Obiecte rituale iudaice în România (1999);
- Arta populară a aromânilor din Dobrogea (2003);
- Atlasul Etnografic al României Vol. I-V, coautor, Premiul Academiei Române, 2007

## Premii și distincții
1996 - Meritul „Best of Boston”
2004 - Ordinul „Meritul Cultural”
2007 - Premiul Academiei Române
2009 - Ordinul „Meritul Cultural” în grad de Cavaler.
2011 - Premiul Fundației Culturale „Ianculovici”.